# Matthias Erzberger
Matthias Erzberger (20. září 1875 Buttenhausen ve Württembersku – 26. srpna 1921 poblíž Bad Griesbachu ve Schwarzwaldu) byl německý publicista a politik strany Centrum.
Erzberger se stal v roce 1903 členem říšského sněmu a byl tam známý především jako kritik koloniální politiky. Podílel se na odhalení několika skandálů v koloniích. V říjnu 1918 se stal ministrem, v listopadu 1918 jako zástupce říšské vlády a vedoucí komise pro příměří podepsal příměří z Compiègne, které fakticky ukončilo boje první světové války. Potom jako říšský ministr financí v letech 1919 až 1920 provedl po něm pojmenovanou tzv. Erzbergerovu reformu, která je považována za nejrozsáhlejší reformní dílo v německé daňové a finanční historii. V roce 1920 ho donutila k rezignaci štvavá kampaň německého nacionalistického politika Karla Helffericha a s ní související proces. Zastánci mýtu o dýce v zádech (Dolchstoßlegende) Erzbergera považovali za jednoho z „listopadových zločinců“. V roce 1921 byl Erzberger zavražděn pravicovými teroristy z Organizace Consul.